# San José (prowincja)
San José – jedna z siedmiu prowincji Kostaryki, położona w środkowej części kraju. Ośrodkiem administracyjnym jest miasto San José (309,7 tys.), stolica kraju, w której zamieszkuje blisko 1/4 ludności prowincji. Poza stolicą znajduje się tutaj czternaście miast powyżej 20 tys. ludności, z których największe to Desamparados (36,4 tys.). San José to najgęściej zaludniona prowincja Kostaryki.
Prowincja San José graniczy z prowincjami Alajuela Heredia, Cartago, Limón i Puntarenas.
Obejmuje zachodnie stoki pasma górskiego Cordillera de Talamanca wraz z najwyższymi szczytami Kostaryki Cerro de Chirripó (3820 m n.p.m.) i Cerro Buenavista (3491 m n.p.m.) oraz część gęsto zaludnionego śródgórskiego obniżenia Meseta Centralna i niewielką część pasma Kordyliera Środkowa. Na jej terenie leżą częściowo dwa parki narodowe Braulio Carillo i Chirripó.
Prowincja stanowi ważny obszar uprawy kawy i trzciny cukrowej.
Niektóre miasta: Concepción (miasto w Kostaryce).

## Kantony
(w nawiasach ich stolice)
1. Acosta (San Ignacio)
2. Alajuelita (Alajuelita)
3. Aserrí (Aserrí)
4. Curridabat (Curridabat)
5. Desamparados (kanton) (Desamparados)
6. Dota (Santa María)
7. Escazú (Escazú)
8. Goicoechea (Guadalupe)
9. Leon Cortés (San Pablo)
10. Montes de Oca (San Pedro)
11. Mora (Colón)
12. Moravia (San Vicente)
13. Peréz Zeledón (San Isidro)
14. Puriscal (Santiago)
15. San José (San José)
16. Santa Ana (Santa Ana)
17. Tarrazú (San Marcos)
18. Tibás (San Juan)
19. Turrubares (San Pablo)
20. Vásquez de Coronado (San Isidro)